# Lancia
Lancia Automobiles S.p.A. este un constructor de automobile italian. Compania a fost fondată în 1906 de Vincenzo Lancia, devenind parte a Grupului Fiat în 1969, iar în prezent face parte din grupul Stellantis. Din 2015, singurul model al companiei este Lancia Ypsilon.
Compania este cunoscută pentru producerea mașinilor de curse și raliuri și pentru inovații în industrie precum șasiul monococă și motorul V6 în producția de serie.
Lancia are o tradiție în utilizarea literelor alfabetului grecesc pentru denumirea modelelor.

## Istoric

### Fondare și anii inițiali
Lancia a fost fondată pe 27 noiembrie 1906 în Torino de către șoferii de curse Fiat Vincenzio Lancia și Claudio Fogolin.
Prima mașină produsă de Lancia a fost "Tipo 51" (sau "12HP"), ulterior redenumită Alfa în 1908. Avea un motor de 4 cilindi dublu-bloc de 28cp și a găsit succes. În 1909 a fost lansat "Tipo 54" (sau "15/20HP"), ulterior redenumit Beta, ce avea un motor monobloc cu 4 cilindi în linie amplasat longitudinal de 28-34cp. A urmat "Tipo 55" sau "20HP"), ulterior redenumit Gamma cu 40cp, vândut în 258 de exemplare.
În 1911 Lancia a deschis o nouă fabrică în Via Monginevro, ce a funcționat până la începutul anilor 2000. În aelași an apare "Tipo 56" (sau "20/30HP"), ulterior prima Delta, cu 60cp. Au urmat "Tipo 58" (sau "20/30HP"), ulterior Epsilon și "Tipo 60" (sau "25/50HP"), ulterior Eta în același an. În 1912 a apărut "Tipo 59" (sau "12/15HP"), ulterior Zeta, cu 30cp și o cutie de viteze în 2 rapoarte acompaniate de un dublu raport coroană-pinion pentru a obține 4 viteze.
În 1913 Lancia introduce modelul Theta ("Tipo 61" sau "25/35HP"), prima mașină europeană produsă în serie cu sistem electric standard, incuzând generator de pornire. A fost primul model de succes internațional Lancia, vândut în 1696 de exemplare.

### Perioada interbelică
În 1922 debutează Lancia Lambda, prima mașină cu șasiu monococă.
în 1937 Vinenzio Lancia moare, ceea ce face ca firma să fie preluată de soția și fiul său, cărora li se alătură inginerul Vittorio Jano, creatorul Alfa Romeo 6C, P2 și P3.

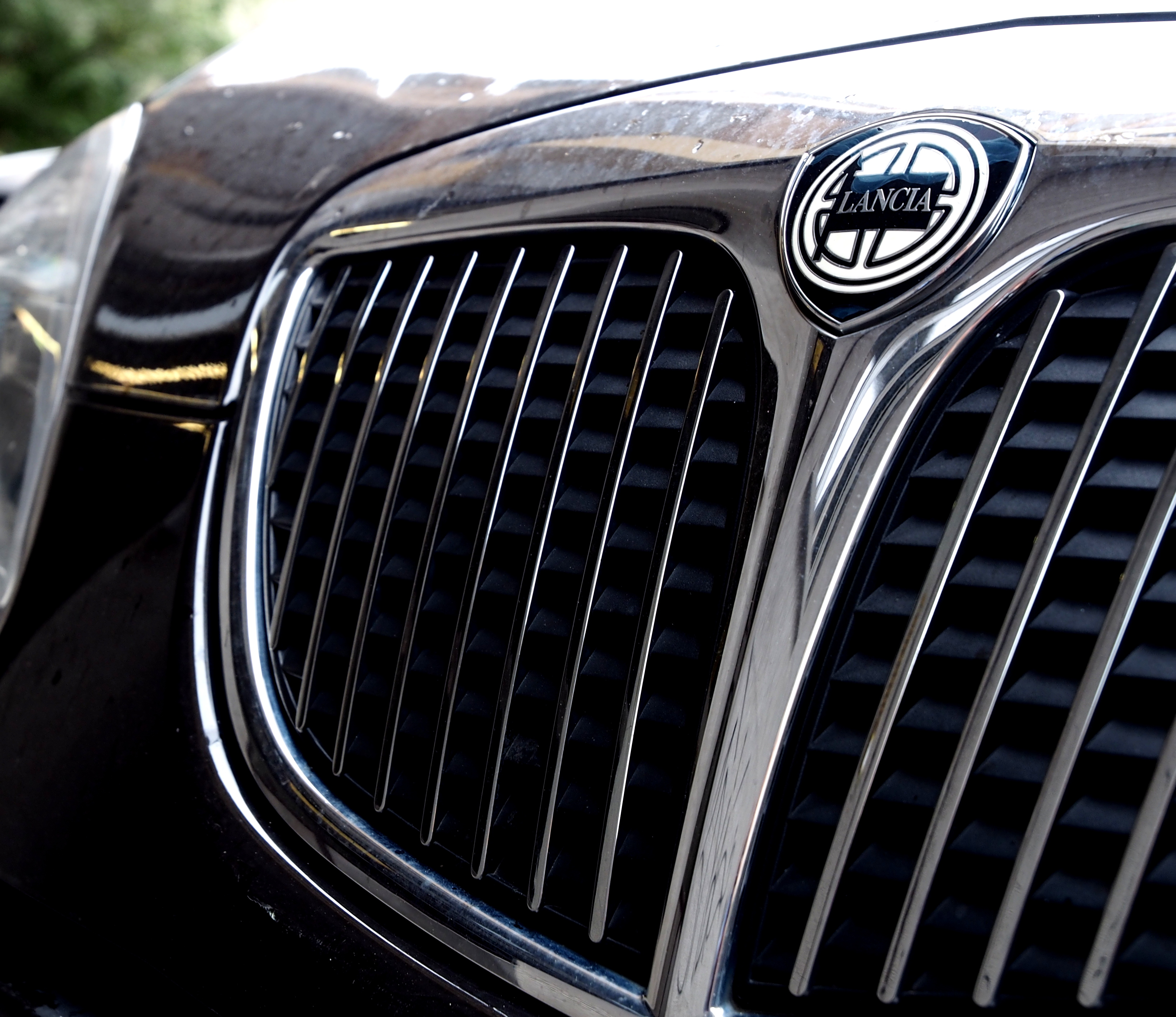
Logoul Lancia din 2001 până în 2007

Logoul Lancia din 2007 până în 2022

## Modele

### Modele Actuale
| Ypsilon |
| ------- |
|         |

### Modele istorice
| Lancia Delta S4 | Lancia LC1 | Lancia LC2 |
| --------------- | ---------- | ---------- |
|                 |            |            |

## Producția
| An   | Mașini  |
| ---- | ------- |
| 1998 | 175.215 |
| 1999 | 161.019 |
| 2000 | 170.348 |
| 2001 | 134.812 |
| 2002 | 110.529 |
| 2003 | 108.989 |
| 2004 | 118.201 |
| 2005 | 115.543 |
| 2006 | 122.956 |
| 2007 | 118.036 |
| 2008 | 113.307 |
| 2009 | 113.810 |
| 2010 | 97.757  |
| 2011 | 100.007 |
| 2012 | 98.733  |
| 2013 | 71.223  |
| 2014 | 69.835  |
| 2015 | 61.652  |
| 2016 | 67.059  |
| 2017 | 60.620  |
| 2018 | 48.555  |
| 2019 | 58.759  |
| 2020 | 43.033  |
| 2021 | 43.735  |
| 2022 | 40.991  |
| 2023 | 44.743  |
| 2024 | 32.600  |